# Orkanski visovi
Orkanski visovi (engl. Wuthering Heights), jedini je roman engleske spisateljice Emily Brontë objavljen 1847. pod pseudonimom Ellis Bell.
Smatra se klasikom engleske književnosti. Radnja je smještena u močvare pokrajine Yorkshire na sjeveru Engleske krajem 18. stoljeća. Bavi se obiteljima Earnshaw i Linton kroz nekoliko generacija. Karakterizira ga snažna imaginacija i moćan prikaz ljubavi i mržnje. Struktura pripovijedanja se temelji na 2 nepristrana pripovjedača, što razlikuje Orkanske visove od drugih romana toga vremena.
Početna poglavlja prikazuju događaje koji su kronološki među posljednjima u priči o dvjema obiteljima. Ispropovijedana su iz vizure imućnog mladića Lockwooda koji 1801. s juga Engleske dolazi u Yorkshire u potrazi za mirom i oporavkom. Boravi na imanju Thrushcross Grange koje je unajmio od vlasnika Heathcliffa. Heathcliff pak živi na udaljenom imanju Wuthering Heights (Orkanski visovi). Lockwood ga jednom prilikom posjećuje na Orkanskim visovima i tamo susreće neobično kućanstvo i članove obitelji. Zbog snježne oluje, Lockwood provodi noć kod njih i u odajama nalazi knjige i zapise Catherine, koja je nekoć živjela na Orkanskim visovima. Noću se budi iz sna uvjeren da je vidio duh Catherine koji pokušava ući kroz prozor. Heathcliff otvara prozor u nadi da će se duh vratiti i ući. Šalje Lockwooda u svoje odaje, a on sam ostaje čekati kraj prozora.
Lockwood se idućeg jutra vraća na Thrushcross Grange te se razbolijeva. Njeguje ga domaćica Thrushcross Grangea Nelly Dean, koja mu tijekom oporavka pripovijeda o Orkanskim visovima, i ljudima koji na njemu žive. Orkanski visovi nekoć su pripadali obitelji Earnshaw. Otac obitelji je jednoga dana kući donio napuštenog dječaka Heathcliffa i odgajao ga s vlastitom djecom, kćeri Catherine (Cathy) i sinom Hindleyjem. Heathcliff i Cathrine se zbližavaju i njihovo zajedničko odrastanje i ljubav je središnja tema prvog dijela knjige. Međutim, Hindley od početka prezire Heathcliffa te ga nakon očeve smrti primorava da radi kao sluga. Catherine se kasnije zbližava s Edgarom Lintonom iz uglađene obitelji vlasnika Thrushcross Grangea i udaje se za njega. Vremenom oba imanja dolaze u vlasništvo Heathcliffa, a njegova osveta Edgaru i Hindleyu, motivirana gubitkom Catherine, se proteže i na drugu generaciju Lintona i Earnshawa.
Orkanski visovi jedini je roman Emily Brontë (1818. – 1848.), jedne od sestara Brontë, koje se danas ubrajaju među najistaknutija imena britanske književnosti Viktorijanskog razdoblja (1832-1901). Autorica je preminula ubrzo po objavi romana, u dobi od 30 godina. U vrijeme izdavanja knjiga je naišla na podijeljena mišljenja kritike. Danas se smatra jednim od najvažnijih engleskih romana 19. stoljeća.